# Lengteduin
Lengteduinen, ook wel seifs of sifs genoemd, zijn langgerekte symmetrische duinen parallel aan de windrichting. Dit type behoort tot de meest constante vorm in woestijnen. De duinen ontstaan daar waar er twee dominante windrichtingen zijn, met een tussenliggende hoek groter dan 90°, en vegetatie ontbreekt.
In Nederland en België komen geen lengteduinen voor. Lengteduinen komen in de grootste woestijnen ter wereld voor: Sahara (Noord-Afrika), Grote Australische Zandwoestijn, Gobi (Azië), Rub al Khali (Arabisch Schiereiland), Kalahari (Zuidelijk Afrika), Karakum (West-Azië).